# Pontus Jansson
Pontus Sven Gustav Jansson (nascut el 13 de febrer de 1991) és un futbolista professional suec que juga com a defensa central pel Brentford FC i la selecció de futbol de Suècia.

## Estadístiques

### Club
A 13 maig 2016.
| Club          | Temporada     | Lliga   | Lliga | Copa    | Copa | Continental | Continental | Total   | Total |
| Club          | Temporada     | Partits | Gols  | Partits | Gols | Partits     | Gols        | Partits | Gols  |
| ------------- | ------------- | ------- | ----- | ------- | ---- | ----------- | ----------- | ------- | ----- |
| Malmö FF      | 2009          | 2       | 0     | 0       | 0    | —           | —           | 2       | 0     |
| IFK Malmö     | 2009          | 8       | 4     | —       | —    | —           | —           | 8       | 4     |
| IFK Malmö     | Total         | 8       | 4     | —       | —    | —           | —           | 8       | 4     |
| Malmö FF      | 2010          | 18      | 1     | 2       | 0    | —           | —           | 20      | 1     |
| Malmö FF      | 2011          | 15      | 2     | 2       | 0    | 11          | 1           | 28      | 3     |
| Malmö FF      | 2012          | 30      | 1     | 0       | 0    | —           | —           | 30      | 1     |
| Malmö FF      | 2013          | 24      | 1     | 3       | 0    | 6           | 0           | 33      | 1     |
| Malmö FF      | 2014          | 9       | 1     | 5       | 0    | 0           | 0           | 14      | 1     |
| Malmö FF      | Total         | 98      | 6     | 12      | 0    | 17          | 1           | 127     | 7     |
| Torino FC     | 2014–15       | 9       | 0     | 1       | 0    | 6           | 0           | 16      | 0     |
| Torino FC     | 2015–16       | 6       | 1     | 2       | 0    | –           | –           | 8       | 1     |
| Torino FC     | Total         | 15      | 1     | 3       | 0    | 6           | 0           | 24      | 1     |
| Total carrera | Total carrera | 111     | 10    | 13      | 0    | 22          | 1           | 146     | 11    |

### Internacional
A 18 novembre 2014.
| Equip nacional | Any   | Partits | Gols |
| -------------- | ----- | ------- | ---- |
| Suècia         | 2012  | 2       | 0    |
| Suècia         | 2013  | 2       | 0    |
| Suècia         | 2014  | 3       | 0    |
| Total          | Total | 7       | 0    |

## Palmarès

### Club
- Allsvenskan (3):

Malmö FF: 2010, 2013, 2014
- Svenska Supercupen (1):

Malmö FF: 2013